# Montreal Machine
De Montreal Machine (of simpelweg de Machine) is een voormalig professioneel American footballteam uit Montréal, Canada. De Machine behoorde tot de 10 teams die speelden in de voormalige World League of American Football (WLAF), een semiprofessionele competitie met teams uit de Verenigde Staten, Canada en Europa. Het team kwam uit in de Noord-Amerika Oost-divisie.
Het team werd in 1991 opgericht en was het enige team uit Canada, dat meespeelde in de WLAF. In 1992 werd Montreal Machine alweer opgeheven door een laag animo van de WLAF investeerders. Het team kwam nooit verder dan de 3e plaats in de Noord-Amerika Oost divisie.

## Resultaten per seizoen
W = Winst, V = Verlies, G = Gelijk, R = Competitieresultaat
| Seizoen                 | W | V  | G | R         | Play-off resultaat |
| ----------------------- | - | -- | - | --------- | ------------------ |
| Montreal Machine (WLAF) |   |    |   |           |                    |
| 1991                    | 4 | 6  | 0 | 3e plaats | --                 |
| 1992                    | 2 | 8  | 0 | 3e plaats | --                 |
| Totaal                  | 6 | 14 | 0 |           |                    |

Noord-Amerika West:
Birmingham Fire · Sacramento Surge · San Antonio Riders
Noord-Amerika Oost:
Montreal Machine · New York/New Jersey Knights · Orlando Thunder · Raleigh-Durham Skyhawks · Ohio Glory
Europa:
Barcelona Dragons · Frankfurt Galaxy · London Monarchs